# Mikel Dañobeitia
Mikel Dañobeitia Martín (Baracaldo, Vizcaya, 5 de marzo de 1986) es un exfutbolista español. Normalmente jugaba en la posición de delantero, aunque ha jugado también de extremo derecho. Su primer equipo profesional fue el Athletic Club.

## Trayectoria deportiva
Se formó en la cantera del Athletic Club desde 1996, aunque también pasó por el Danok Bat (2000-02).En la temporada 2004-05 dio el salto al segundo filial rojiblanco, el CD Basconia. Posteriormente, en enero, fue cedido al Sestao River hasta final de temporada.
Debutó con el Athletic Club en la Copa Intertoto, el 9 de julio de 2005, en partido jugado contra el Ecomax, que terminó con victoria del equipo bilbaíno por 1-0 aunque cayeron eliminados por penaltis. José Luis Mendilibar decidió subirle al primer equipo, tras la buena temporada que estaba realizando en el Bilbao Athletic. Marcó un gol en Primera División ante el Real Betis, el 17 de diciembre de 2005, con un potente disparo desde fuera del área que sorprendió a Toni Doblas ya con Javier Clemente como técnico.
En agosto de 2007 fichó por la U. D. Salamanca en Segunda División, tras la falta de minutos en el club rojiblanco. En julio de 2009 se unió al Córdoba C.F, donde permaneció dos temporadas. Desarrolló los últimos cinco años de su carrera deportiva en equipos de Segunda B y Tercera, hasta su retirada en la SD Balmaseda en verano de 2016, con apenas 30 años. En ese tiempo estuvo dos temporadas sin equipo, en una de ellas estuvo entrenando con el CD Mirandés (2012-13).

### Selección vasca de fútbol
Jugó con la selección vasca de fútbol en el amistoso, que enfrentó con la selección de fútbol de Cataluña que concluyó con empate a dos, que se disputó el 8 de octubre de 2006 en el Camp Nou.

## Clubes
| Club                      | País   | Año       |
| ------------------------- | ------ | --------- |
| Baskonia                  | España | 2004      |
| Sestao                    | España | 2005      |
| Bilbao Athletic           | España | 2005      |
| Athletic Club             | España | 2005-2007 |
| Unión Deportiva Salamanca | España | 2007-2009 |
| Córdoba Club de Fútbol    | España | 2009-2011 |
| Unión Deportiva Logroñés  | España | 2011-2012 |
| Barakaldo Club de Fútbol  | España | 2013-2014 |
| Club Portugalete          | España | 2015-2016 |
| SD Balmaseda              | España | 2016      |